# José Michelena Arsuaga
José Michelena Arsuaga (Oiartzun, 21 de novembre de 1932) va ser un ciclista basc, que fou professional entre 1951 i 1960. Durant la seva carrera esportiva aconseguí 12 victòries, entre les quals destaquen la Clàssica d'Ordizia i la Pujada a Arrate.
També es dedicà al ciclocròs, en què va guanyar tres Campionats d'Espanya.

## Palmarès
- 1954
  -  Campió d'Espanya de ciclocròs
- 1956
  -  Campió d'Espanya de ciclocròs
  - 1r a la Clàssica d'Ordizia
- 1957
  -  Campió d'Espanya de ciclocròs
  - 1r a la Clàssica d'Ordizia
  - 1r a la Pujada a Arrate

### Resultats a la Volta a Espanya
- 1957. 31è de la classificació general